# Laurent Degallaix
Laurent Degallaix, né le 11 septembre 1965 à Valenciennes (Nord), est un homme politique français. Membre du Parti radical puis du Mouvement radical et enfin du mouvement Horizons, il est maire de Valenciennes depuis 2012 et député de 2014 à 2017.

## Biographie

### Débuts en politique
Laurent Degallaix a été président des Jeunes du RPR du Valenciennois au début des années 1990. 
Il est élu conseiller municipal pour la première fois en 1995 et nommé adjoint à la jeunesse et aux sports. La même année, il prend la tête de l'Office valenciennois de la jeunesse et des sports (OVJS). 
En 2001, il est à nouveau élu et reconduit dans ses fonctions, auxquelles s'ajoute la délégation des affaires scolaires. 
Il se présente aux élections cantonales de 2004 dans le canton de Valenciennes-Est. 
En 2009, Laurent Degallaix se voit confier une délégation générale à la suite de l'élection de Dominique Riquet en tant que député européen. Il est élu conseiller régional du Nord-Pas-de-Calais en mars 2010, et siège au sein du groupe de l’UMP.

### Maire de Valenciennes
Le 28 juin 2012, il est élu maire de Valenciennes par le conseil municipal, après la démission de Dominique Riquet. 
Lors des élections municipales de 2014, Laurent Degallaix est réélu au second tour avec 50,32 % des suffrages exprimés, pour un taux de participation de 53,40 %. Vice-président de la communauté d'agglomération Valenciennes Métropole chargé des finances depuis 2008, il en est élu président en 2016.
Le 8 novembre 2018, il est placé en garde à vue dans le cadre de la vente de l’office municipal Val’ Hainaut Habitat. En 2019, il accepte la proposition du procureur de la République de Lille de passer en CRPC (comparution sur reconnaissance préalable de culpabilité, dite « plaider coupable ») dans le dossier V2H ; il écope d’une amende de 25 000 euros.
En juin 2019, La République en marche annonce son soutien à Laurent Degallaix en vue des élections municipales de 2020 à Valenciennes,,. Il précise qu’il n’adhère pas au parti, entendant garder son « autonomie ». Il est en outre le premier maire du Nord soutenu par LREM pour ces élections. La liste qu’il conduit l’emporte dès le premier tour avec 51 % des voix. Il est réélu maire lors de l'installation du conseil municipal, le 26 mai 2020.
Le 16 juin 2024, Laurent Degallaix est placé en garde à vue par la police judiciaire de Lille. Il doit s’expliquer sur un possible trafic d’influence et une subornation de témoin,.

### Député du Nord
Après la démission de Jean-Louis Borloo, il est élu député dans la 21e circonscription du Nord lors de l'élection législative partielle qui se tient les 22 et 29 juin 2014. Après avoir totalisé 47 % des suffrages au premier tour, il est élu avec 72,14 % des suffrages au second tour et démissionne du conseil régional. 
Le 6 septembre 2014, il annonce son soutien à Hervé Morin pour l’élection du président de l'UDI.
En décembre 2014, il se mobilise aux côtés des enseignants du collège Jean-Moulin de Wallers pour sauvegarder les moyens dont le collège disposait grâce au dispositif d'éducation prioritaire.
Soutien d'Alain Juppé lors de la primaire ouverte de la droite et du centre de 2016, il rallie la candidature d'Emmanuel Macron pour l’élection présidentielle de 2017, mais il ne lui apporte pas son parrainage. Touché par la loi sur le cumul des mandats, il ne se représente pas aux élections législatives qui suivent mais devient le député suppléant de Béatrice Descamps.

### Conseiller départemental
Laurent Degallaix se présente aux élections départementales de 2021 dans le canton de Valenciennes en binôme avec la sénatrice Valérie Létard, contre les conseillers sortants LR Yves Dusart et Geneviève Mannarino, qu'il qualifie « d'intérimaires ». Le binôme arrive en tête au premier tour avec près de 37 % des voix, puis l'emporte au second tour avec 52,2 %.
La même année, après la disparition de facto du MR, il rejoint le mouvement Horizons, créé par l'ancien Premier ministre Édouard Philippe. Il en devient le référent pour la région Hauts-de-France.

## Décorations
- Chevalier de l'ordre des Palmes académiques (décret du 11 janvier 2010)[28].